# Marcaje pertensivo
En lingüística, el marcaje pertensivo es para las lenguas con marcaje de núcleo lo que hace que el posesivo sea para las lenguas con marcaje de complemento. En contraste, Shilluk tiene un afijo pertensivo en el núcleo (p. ej., dúup = "roedor", dû́uup = "roedor que pertenece a"). Otros idiomas con marcaje pertensivo son Nungon, Húngaro , Mansi y janti. Algunas lenguas, como Martuthunira , emplean marcas tanto posesivas como pertensivas.
El término fue acuñado por Dixon en 2011.